# Едгар Морен
Едгар Морен (на френски: Edgar Morin, собствено Едгар Нахум / Nahoum, р. 8 юли 1921, Париж, Франция) е френски социолог и философ. В своите зрели възгледи Морен възприема съзнателно интердисциплинна перспектива, комбинирайки социологията с теорията на системите, антропологията и политологията. Неговите трудове могат да се ситуират между тези на Мишел Сер и Бруно Латур, с които споделят обща мисловност.

## Биография
Едгар Морен е син на солунски евреин, преселил се в Марсилия и французойка. Израства в Париж, следва история и география, но получава и образование като юрист. Убежденията му са леви и по време на германската окупация се присъединява към френската съпротива. За кратко е член на комунистическата партия, от която бива изключен, по-късно участва в Социалистическия съюз, а впоследствие симпатизира на еколози и антиглобалисти. Одобрява будизма и определя монотеистките религии като „бич за човечеството“.
Заема критическа позиция срещу израелската политика, заради която през 2002 г. бива съдебно обвинен в расизъм и тероризъм, но спечелва делото.
Морен неколкократно се връща към разни епизоди от своята биография, на което посвещава и няколко книги .
Едгар Морен заема ръководни постове във френския Център за научни изследвания (CNRS), носител е на множество международни академични отличия и е почетен доктор на повече от десет университета.
Основател и редактор на списанието Комюникасион от 1971 г. Многобройните му книги са преведени на повече от 30 езика в 42 страни по света.

## Възгледи
Името на Едгар Морен добива известност след края на шейсетте години на ХХ век, когато френският структурализъм е в разцвета си, но той не е свързан пряко с това интелектуално течение. Неговият подход е сходен най-вече с теорията на системите, както и със структурно-функционалистките разбирания на модерната социология. Кариерата си Морен започва именно като социолог, като обръща особено внимание на комуникациите. През 1969 г., по време на престой в САЩ, се сближава с френския биолог и нобелист Жак Моно, от когото приема идеи за комплексността като проблем. През следващото десетилетие излизат първите томове от поредицата за Метода, в които Морен излага по-систематично своите идеи. Отделните изследвания според него се оказват подчинени на някаква 'парадигматология', която на свой ред следва да бъде изследвана. Рефлексивността и произтичащите от нея проблеми, били те кибернетически или философски, са постоянна тема в анализите на Морен.

„Ние правим езиковостта, която ни прави нас самите. Ние сме във и чрез езиковостта, отворени от думите и затворени в думите, отворени към другиго (комуникация) и затворени за другиго (лъжа, грешка), отворени за идеите и затворени за идеите, отворени към света и затворени за света“

.

## Почетни докторати
- Университет на Перуджа (политология), Университет на Палермо (психология), Милански университет, Университет на Месина и Университет на Мачерата (педагогика) в Италия.
- Женевски университет (социология) в Швейцария.
- Брюкселски свободен университет в Белгия.
- Университет на Оденсе в Дания.
- Университет на Порто Алегри, Университет на Жоа Песоа и Университет Кандидо Мендес в Рио де Жанейро в Бразилия.
- Политехнически университет на Ла Пас в Боливия.
- Университет Лавал в Канада.
- Университет Рикардо Палма, Национален университет на Сан Маркос, Университет Ла Кантута и Национален университет Педро Руис Гало в Перу.
- Солунски университет в Гърция.